# 航空安全网
航空安全网（英語：Aviation Safety Network，简称ASN）是由飛行安全基金會管理的网站，创立于1996年。主要搜集关于航空事故、劫持事件的信息。截至2019年，網站数据库中大约有20,300多份含有詳細資訊的報告，包括航空調查、新聞、照片和統計數據等，對象涵蓋客機、軍用運輸機和商務噴射機。ASN網站約有9,900個註冊用戶，每周約有50,000次的存取。

## 歷史
航空安全網於1996年1月由哈羅·蘭特（Harro Ranter）和法比安·盧安（Fabian I. Lujan）建立，前者擔任網站的執行長，後者則負責管理網站的營運。哈羅於1983年開始收集航空事故的相關訊息，並於1985年夏天撰寫一本涵蓋1,000多起事故的書；盧安則是於1998年8月加入維護ASN網站。

## 外部連結
- 航空安全網
- 由用戶提交航空事故的ASN WikiBase （页面存档备份，存于）